# Club Atlético Boca Juniors 2021
Questa voce raccoglie le informazioni riguardanti il Boca Juniors nelle competizioni ufficiali della stagione 2021.

## Maglie e sponsor
Il fornitore tecnico per la stagione 2021 è Adidas, mentre lo sponsor ufficiale è Qatar Airways.
| 1ª divisa | 2ª divisa | 3ª divisa |

## Rosa
Aggiornata al 6 novembre 2021
| N. |                      | Ruolo | Calciatore       |
| -- | -------------------- | ----- | ---------------- |
| 1  | Argentina (bandiera) | P     | Agustín Rossi    |
| 2  | Argentina (bandiera) | D     | Lisandro López   |
| 4  | Argentina (bandiera) | D     | Marcelo Weigandt |
| 5  | Perù (bandiera)      | D     | Carlos Zambrano  |
| 6  | Argentina (bandiera) | D     | Marcos Rojo      |
| 8  | Colombia (bandiera)  | C     | Edwin Cardona    |
| 9  | Argentina (bandiera) | A     | Nicolás Orsini   |
| 11 | Argentina (bandiera) | C     | Eduardo Salvio   |
| 13 | Argentina (bandiera) | P     | Javier García    |
| 14 | Argentina (bandiera) | C     | Esteban Rolón    |
| 16 | Argentina (bandiera) | C     | Aaron Molinas    |
| 17 | Perù (bandiera)      | D     | Luis Advíncula   |
| 18 | Colombia (bandiera)  | D     | Frank Fabra      |
| 19 | Argentina (bandiera) | D     | Valentín Barco   |
| 20 | Argentina (bandiera) | C     | Juan Ramírez     |
| 21 | Colombia (bandiera)  | C     | Jorman Campuzano |

| N. |                      | Ruolo | Calciatore        |
| -- | -------------------- | ----- | ----------------- |
| 22 | Colombia (bandiera)  | A     | Sebastián Villa   |
| 23 | Argentina (bandiera) | C     | Diego González    |
| 24 | Argentina (bandiera) | D     | Carlos Izquierdoz |
| 29 | Armenia (bandiera)   | A     | Norberto Briasco  |
| 30 | Argentina (bandiera) | A     | Exequiel Zeballos |
| 31 | Argentina (bandiera) | A     | Cristian Pavón    |
| 32 | Argentina (bandiera) | C     | Agustín Almendra  |
| 33 | Argentina (bandiera) | C     | Alan Varela       |
| 34 | Argentina (bandiera) | A     | Agustín Obando    |
| 36 | Argentina (bandiera) | C     | Cristian Medina   |
| 37 | Argentina (bandiera) | D     | Agustín Sández    |
| 38 | Argentina (bandiera) | A     | Luis Vázquez      |
| 40 | Argentina (bandiera) | D     | Eros Mancuso      |
| 41 | Argentina (bandiera) | C     | Rodrigo Montes    |
| 52 | Argentina (bandiera) | A     | Érik Bodencer     |

## Calciomercato

### Sessione estiva
| Acquisti | Acquisti         | Acquisti        | Acquisti                             |
| R.       | Nome             | da              | Modalità                             |
| -------- | ---------------- | --------------- | ------------------------------------ |
| A        | Nazareno Solís   | OFI Creta       | fine prestito                        |
| D        | Lucas Olaza      | Real Valladolid | fine prestito                        |
| D        | Marcelo Weigandt | Gimnasia (LP)   | fine prestito                        |
| C        | Iván Marcone     | Elche           | fine prestito                        |
| A        | Norberto Briasco | Huracán         | acquisto definitivo (2,89 milioni €) |
| A        | Nicolás Orsini   | Lanús           | acquisto definitivo (1,44 milioni €) |
| D        | Agustín Sández   |                 | promosso dalle giovanili             |
| C        | Aaron Molinas    |                 | promosso dalle giovanili             |
| A        | Luis Vázquez     |                 | promosso dalle giovanili             |
| D        | Valentín Barco   | -               | promosso dalle giovanili             |
| C        | Rodrigo Montes   |                 | promosso dalle giovanili             |
| C        | Juan Ramírez     | San Lorenzo     | acquisto definitivo (2,53 milioni €) |
| D        | Luis Advíncula   | Rayo Vallecano  | acquisto definitivo (2,2 milioni €)  |
| A        | Ramón Ábila      | Minnesota Utd   | fine prestito                        |
| C        | Seba Pérez       | Boavista        | fine prestito                        |

| Cessioni | Cessioni        | Cessioni        | Cessioni                            |
| R.       | Nome            | a               | Modalità                            |
| -------- | --------------- | --------------- | ----------------------------------- |
| A        | Carlos Tévez    |                 | svincolato                          |
| C        | Nicolás Capaldo | Salisburgo      | cessione definitiva (4,5 milioni €) |
| C        | Iván Marcone    | Elche           | cessione definitiva (4 milioni €)   |
| D        | Lucas Olaza     | Real Valladolid | cessione definitiva (2 milioni €)   |
| A        | Nazareno Solís  |                 | trasferito alle giovanili           |
| P        | Esteban Andrada | Monterrey       | cessione definitiva (5 milioni €)   |
| D        | Emmanuel Más    | Orlando City    | cessione definitiva (gratuita)      |
| C        | Gonzalo Maroni  | Atlas           | prestito (30.6.2022)                |
| D        | Leonardo Jara   | Vélez Sarsfield | cessione definitiva (gratuita)      |
| D        | Julio Buffarini | Huesca          | cessione definitiva (gratuita)      |
| A        | Ramón Ábila     | D.C. United     | prestito (31.12.2021)               |
| A        | Mauro Zárate    | América-MG      | cessione definitiva (gratuita)      |
| C        | Seba Pérez      | Boavista        | cessione definitiva (1,3 milioni €) |
| A        | Franco Soldano  | Olympiacos      | fine prestito                       |

### Sessione invernale
| Acquisti | Acquisti      | Acquisti           | Acquisti      |
| R.       | Nome          | da                 | Modalità      |
| -------- | ------------- | ------------------ | ------------- |
| A        | Mateo Retegui | Talleres (C)       | fine prestito |
| A        | Walter Bou    | Defensa y Justicia | fine prestito |
| A        | Ramón Ábila   | D.C. United        | fine prestito |

| Cessioni | Cessioni | Cessioni | Cessioni |
| R.       | Nome     | a        | Modalità |
| -------- | -------- | -------- | -------- |
|          |          |          |          |

## Campionato

### Classifica
| Pos. | Squadra            | Pt | G  | V  | N | P | GF | GS | DR  |
| ---- | ------------------ | -- | -- | -- | - | - | -- | -- | --- |
| 2.   | Defensa y Justicia | 47 | 25 | 13 | 8 | 4 | 43 | 24 | +19 |
| 3.   | Talleres (C)       | 46 | 25 | 14 | 4 | 7 | 38 | 28 | +10 |
| 4.   | Boca Juniors       | 41 | 25 | 11 | 8 | 6 | 35 | 19 | +16 |
| 5.   | Vélez Sarsfield    | 39 | 25 | 10 | 9 | 6 | 34 | 21 | +13 |
| 6.   | Estudiantes (LP)   | 39 | 25 | 10 | 9 | 6 | 43 | 31 | +12 |

### Risultati
| Arbitro: | Nicolás Lamolina |

|             |           |           |
| Márquez 80’ | Marcatori | 9’ Obando |

| Banfield 24 luglio 2021, ore 20:15 UTC-3 2ª giornata | Banfield         | 0 – 0 referto | Boca Juniors | Stadio Florencio Sola\| Arbitro: \| Pablo Echavarría \| |
| Arbitro:                                             | Pablo Echavarría |               |              |                                                         |

| Arbitro: | Fernando Echenique |

|  |           |                          |
|  | Marcatori | 30’ Peruzzi 46’ Ortigoza |

| Córdoba 1 agosto 2021, ore 15:45 UTC-3 4ª giornata | Talleres (C)       | 0 – 0 referto | Boca Juniors | Stadio Mario Alberto Kempes\| Arbitro: \| Fernando Echenique \| |
| Arbitro:                                           | Fernando Echenique |               |              |                                                                 |

| Arbitro: | Nicolás Lamolina |

|                                |           |            |
| Miguel Ángel Torrén 68’ (aut.) | Marcatori | 18’ Romero |

| Arbitro: | Facundo Tello |

|             |           |  |
| Noguera 75’ | Marcatori |  |

| Arbitro: | Silvio Trucco |

|             |           |  |
| Vázquez 84’ | Marcatori |  |

| Arbitro: | Leandro Rey Hilfer |

|             |           |                                      |
| Bertolo 44’ | Marcatori | 23’ Briasco 52’ González 90+3’ Pavón |

| Buenos Aires 29 agosto 2021, ore 20:15 UTC-3 9ª giornata | Boca Juniors       | 0 – 0 referto | Racing Club | Stadio Alberto José Armando\| Arbitro: \| Fernando Rapallini \| |
| Arbitro:                                                 | Fernando Rapallini |               |             |                                                                 |

| Arbitro: | Fernando Espinoza |

|           |           |                                |
| Ávila 10’ | Marcatori | 35’ Vázquez 89’ (aut.) Torrent |

| Buenos Aires 14 settembre 2021, ore 21:00 UTC-3 11ª giornata | Boca Juniors | 0 – 0 referto | Defensa y Justicia | Stadio Alberto José Armando\| Arbitro: \| Ariel Penel \| |
| Arbitro:                                                     | Ariel Penel  |               |                    |                                                          |

| Arbitro: | Hernán Mastrángelo |

|                  |           |                      |
| López 56’ (aut.) | Marcatori | 10’ López 29’ Montes |

| Arbitro: | Nicolás Lamolina |

|            |           |  |
| Orsini 65’ | Marcatori |  |

| Arbitro: | Fernando Rapallini |

|                         |           |                |
| Álvarez 24’ Álvarez 42’ | Marcatori | 90+2’ Zambrano |

| Arbitro: | Pablo Echavarría |

|                                                          |           |                            |
| Weigandt 31’ Almendra 37’ Vázquez 49’ Pavón 90+3’ (rig.) | Marcatori | 22’ Malcorra 81’ Braghieri |

| Arbitro: | Nicolás Lamolina |

|  |           |                                          |
|  | Marcatori | 32’ Almendra 61’ Vázquez 74’ (rig.) Rojo |

| Arbitro: | Patricio Loustau |

|                       |           |             |
| Fabra 37’ Vázquez 45’ | Marcatori | 9’ Badaloni |

| Arbitro: | Diego Abal |

|                             |           |  |
| Mancuello 38’ Tarragona 89’ | Marcatori |  |

| Arbitro: | Ariel Penel |

|  |           |                      |
|  | Marcatori | 16’ (rig.) Rodríguez |

| Arbitro: | Andrés Merlos |

|  |           |                                    |
|  | Marcatori | 15’ Almendra 70’ Cardona 90’ Villa |

| Arbitro: | Leandro Rey Hilfer |

|                       |           |  |
| Vázquez 24’ Fabra 46’ | Marcatori |  |

| Arbitro: | Pablo Echavarría |

|               |           |  |
| Benavídez 19’ | Marcatori |  |

| Buenos Aires 30 novembre 2021, ore 21:30 UTC-3 23ª giornata | Boca Juniors     | 0 – 0 referto | Newell's Old Boys | Stadio Alberto José Armando (? spett.)\| Arbitro: \| Patricio Loustau \| |
| Arbitro:                                                    | Patricio Loustau |               |                   |                                                                          |

| Arbitro: | Néstor Pitana |

|               |           |             |
| Sepúlveda 75’ | Marcatori | 44’ Ramírez |

| Arbitro: | Mauro Vigliano |

|                                                                                                   |           |             |
| Pavón 14’ Salvio 21’ Zeballos 27’ (rig.) González 43’ Mancuso 43’ Pavón 63’ Vázquez 80’ Villa 90’ | Marcatori | 76’ Giménez |

## Coppa Argentina

### Ottavi di finale
| Arbitro: | Patricio Loustau |

|                               |                      |                         |
| Rojo Ramírez Pavón Izquierdoz | Tiri di rigore 4 – 1 | Álvarez Romero Martínez |

### Quarti di finale
| Arbitro: | Pablo Echavarría |

|                               |                      |                                      |
| Rojo Izquierdoz Molinas Pavón | Tiri di rigore 4 – 2 | Sosa Sánchez Marín Palavecino Ibáñez |

### Semifinale
| Arbitro: | Fernando Echenique |

|             |           |  |
| Vázquez 56’ | Marcatori |  |

### Finale
| Arbitro: | Darío Herrera |

|                                    |                      |                                     |
| Retegui Fértoli Méndez Díaz Santos | Tiri di rigore 4 – 5 | Rojo Izquierdoz Pavón Sández Salvio |

## Coppa Libertadores 2020

### Fase a gironi

#### Classifica Gruppo C
| Pos. | Squadra       | Pt | G | V | N | P | GF | GS | DR  |
| ---- | ------------- | -- | - | - | - | - | -- | -- | --- |
| 1.   | Barcelona SC  | 13 | 6 | 4 | 1 | 1 | 10 | 3  | +7  |
| 2.   | Boca Juniors  | 10 | 6 | 3 | 1 | 2 | 6  | 2  | +4  |
| 3.   | Santos        | 6  | 6 | 2 | 0 | 4 | 8  | 9  | -1  |
| 4.   | The Strongest | 6  | 6 | 2 | 0 | 4 | 4  | 14 | -10 |

#### Risultati
| Arbitro: | Rodolpho Toski |

|  |           |                      |
|  | Marcatori | Salvio 6’ Salvio 84’ |

| Arbitro: | Augusto Aragón |

|            |           |  |
| 88’ Salvio | Marcatori |  |

| Buenos Aires 29 settembre 2020, ore 21:30 UTC-3 5ª giornata | Boca Juniors  | 0 – 0 referto | Libertad | Stadio Alberto José Armando\| Arbitro: \| Roberto Tobar \| |
| Arbitro:                                                    | Roberto Tobar |               |          |                                                            |

| Buenos Aires 22 ottobre 2020, ore 21:30 UTC-3 6ª giornata       | Boca Juniors | 3 – 0 referto | Caracas | Stadio Alberto José Armando |
| \| \| \| \| \| López 27’ Tévez 33’ Tévez 44’ \| Marcatori \| \| |              |               |         |                             |
|                                                                 |              |               |         |                             |
| López 27’ Tévez 33’ Tévez 44’                                   | Marcatori    |               |         |                             |

### Ottavi di finale
| Arbitro: | Esteban Ostojich |

|  |           |           |
|  | Marcatori | 63’ Tévez |

| Arbitro: | Roberto Tobar |

|                                            |                      |                                                         |
|                                            | Marcatori            | 48’ (aut.) Fabra                                        |
| Tévez Cardona Salvio Fabra Izquierdoz Jara | Tiri di rigore 5 – 4 | Rodinei Edenílson Lindoso Yuri Alberto Fernández Peglow |

### Quarti di finale
| Arbitro: | Esteban Ostojich |

|               |           |  |
| Melgarejo 60’ | Marcatori |  |

| Arbitro: | Wilmar Roldán |

|                             |           |  |
| Salvio 23’ Villa 61’ (rig.) | Marcatori |  |

### Semifinale
| Buenos Aires 6 gennaio 2021, ore 19:15 UTC-3 Andata | Boca Juniors  | 0 – 0 referto | Santos | Stadio Alberto José Armando\| Arbitro: \| Roberto Tobar \| |
| Arbitro:                                            | Roberto Tobar |               |        |                                                            |

| Arbitro: | Wilmar Roldán |

|                                              |           |  |
| Diego Pituca 16’ Soteldo 49’ Lucas Braga 51’ | Marcatori |  |

## Coppa Libertadores 2021

### Ottavi di finale
| Buenos Aires 14 luglio 2021, ore 21:30 UTC-3 Andata | Boca Juniors | 0 – 0 referto | Atlético Mineiro | Stadio Alberto José Armando\| Arbitro: \| Andrés Rojas \| |
| Arbitro:                                            | Andrés Rojas |               |                  |                                                           |

| Arbitro: | Esteban Ostojich |

|                                      |                      |                             |
| Hulk Fernández Alonso Hyoran Éverson | Tiri di rigore 3 – 1 | Rojo Villa Rolón Izquierdoz |

## Statistiche

### Statistiche di squadra
| Competizione       | In casa | In casa | In casa | In casa | In casa | In casa | In trasferta | In trasferta | In trasferta | In trasferta | In trasferta | In trasferta | Totale | Totale | Totale | Totale | Totale | Totale | DR  |
| Competizione       | G       | V       | N       | P       | Gf      | Gs      | G            | V            | N            | P            | Gf           | Gs           | G      | V      | N      | P      | Gf     | Gs     | DR  |
| ------------------ | ------- | ------- | ------- | ------- | ------- | ------- | ------------ | ------------ | ------------ | ------------ | ------------ | ------------ | ------ | ------ | ------ | ------ | ------ | ------ | --- |
| Primera División   | 12      | 6       | 4       | 2       | 19      | 8       | 13           | 5            | 4            | 4            | 16           | 11           | 25     | 11     | 8      | 6      | 35     | 19     | +16 |
| Coppa Argentina    | 2       | 0       | 2       | 0       | 0       | 0       | 1            | 0            | 1            | 0            | 0            | 0            | 3      | 0      | 3      | 0      | 0      | 0      | 0   |
| Coppa Libertadores | 1       | 0       | 1       | 0       | 0       | 0       | 1            | 0            | 1            | 0            | 0            | 0            | 2      | 0      | 2      | 0      | 0      | 0      | 0   |
| Totale             | 15      | 6       | 6       | 2       | 19      | 8       | 15           | 5            | 5            | 4            | 16           | 11           | 30     | 11     | 13     | 6      | 35     | 19     | +16 |

### Statistiche individuali
| Giocatore     | Primera División | Primera División | Primera División | Primera División | Coppa Libertadores | Coppa Libertadores | Coppa Libertadores | Coppa Libertadores | Coppa Argentina | Coppa Argentina | Coppa Argentina | Coppa Argentina | Totale   | Totale | Totale      | Totale     |
| Giocatore     | Presenze         | Reti             | Ammonizioni      | Espulsioni       | Presenze           | Reti               | Ammonizioni        | Espulsioni         | Presenze        | Reti            | Ammonizioni     | Espulsioni      | Presenze | Reti   | Ammonizioni | Espulsioni |
| ------------- | ---------------- | ---------------- | ---------------- | ---------------- | ------------------ | ------------------ | ------------------ | ------------------ | --------------- | --------------- | --------------- | --------------- | -------- | ------ | ----------- | ---------- |
| L. Advíncula  | 13               | 0                | 0                | 0                | 0                  | 0                  | 0                  | 0                  | 4               | 0               | 0               | 0               | 17       | 0      | 0           | 0          |
| A. Almendra   | 15               | 3                | 5                | 0                | 0                  | 0                  | 0                  | 0                  | 3               | 0               | 0               | 0               | 18       | 3      | 5           | 0          |
| V. Barco      | 3                | 0                | 1                | 0                | 1                  | 0                  | 0                  | 0                  | 0               | 0               | 0               | 0               | 4        | 0      | 1           | 0          |
| N. Briasco    | 15               | 1                | 0                | 0                | 1                  | 0                  | 0                  | 0                  | 3               | 0               | 0               | 0               | 19       | 1      | 0           | 0          |
| J. Campuzano  | 15               | 0                | 5                | 0                | 1                  | 0                  | 0                  | 0                  | 4               | 0               | 1               | 0               | 20       | 0      | 6           | 0          |
| E. Cardona    | 12               | 1                | 2                | 1                | 0                  | 0                  | 0                  | 0                  | 4               | 0               | 1               | 0               | 16       | 1      | 3           | 1          |
| F. Fabra      | 5                | 1                | 1                | 0                | 0                  | 0                  | 0                  | 0                  | 3               | 0               | 1               | 0               | 8        | 1      | 2           | 0          |
| J. García     | 2                | -2               | 0                | 0                | 0                  | 0                  | 0                  | 0                  | 0               | 0               | 0               | 0               | 2        | -2     | 0           | 0          |
| D. González   | 13               | 2                | 0                | 0                | 2                  | 0                  | 0                  | 0                  | 4               | 0               | 1               | 0               | 19       | 2      | 1           | 0          |
| C. Izquierdoz | 20               | 0                | 2                | 0                | 2                  | 0                  | 1                  | 0                  | 4               | 0               | 1               | 0               | 26       | 0      | 4           | 0          |
| L. López      | 9                | 1                | 0                | 0                | 0                  | 0                  | 0                  | 0                  | 1               | 0               | 0               | 0               | 10       | 1      | 0           | 0          |
| E. Mancuso    | 6                | 1                | 0                | 0                | 0                  | 0                  | 0                  | 0                  | 0               | 0               | 0               | 0               | 6        | 1      | 0           | 0          |
| C. Medina     | 15               | 0                | 1                | 0                | 2                  | 0                  | 0                  | 0                  | 2               | 0               | 0               | 0               | 19       | 0      | 1           | 0          |
| A. Molinas    | 18               | 0                | 0                | 0                | 1                  | 0                  | 0                  | 0                  | 1               | 0               | 0               | 0               | 20       | 0      | 0           | 0          |
| R. Montes     | 10               | 0                | 0                | 0                | 0                  | 0                  | 0                  | 0                  | 1               | 0               | 0               | 0               | 11       | 0      | 0           | 0          |
| A. Obando     | 3                | 1                | 0                | 0                | 0                  | 0                  | 0                  | 0                  | 1               | 0               | 0               | 0               | 4        | 1      | 0           | 0          |
| N. Orsini     | 7                | 1                | 1                | 0                | 2                  | 0                  | 0                  | 0                  | 1               | 0               | 0               | 0               | 10       | 1      | 1           | 0          |
| C. Pavón      | 21               | 4                | 2                | 0                | 2                  | 0                  | 1                  | 0                  | 4               | 0               | 0               | 0               | 27       | 4      | 3           | 0          |
| J. Ramírez    | 16               | 1                | 0                | 0                | 0                  | 0                  | 0                  | 0                  | 3               | 0               | 4               | 1               | 19       | 1      | 4           | 1          |
| M. Rojo       | 16               | 1                | 6                | 1                | 2                  | 0                  | 2                  | 0                  | 3               | 0               | 1               | 0               | 21       | 1      | 9           | 1          |
| E. Rolón      | 11               | 0                | 2                | 0                | 2                  | 0                  | 0                  | 0                  | 1               | 0               | 0               | 0               | 14       | 0      | 2           | 0          |
| A. Rossi      | 21               | -15              | 0                | 0                | 2                  | 0                  | 0                  | 0                  | 4               | 0               | 0               | 0               | 27       | -15    | 0           | 0          |
| E. Salvio     | 6                | 1                | 0                | 0                | 0                  | 0                  | 0                  | 0                  | 1               | 0               | 0               | 0               | 7        | 1      | 0           | 0          |
| A. Sández     | 8                | 0                | 4                | 0                | 2                  | 0                  | 1                  | 0                  | 2               | 0               | 0               | 0               | 12       | 0      | 5           | 0          |
| A. Varela     | 9                | 0                | 1                | 0                | 1                  | 0                  | 0                  | 0                  | 1               | 0               | 0               | 0               | 11       | 0      | 1           | 0          |
| L. Vázquez    | 23               | 7                | 1                | 0                | 0                  | 0                  | 0                  | 0                  | 3               | 1               | 0               | 0               | 26       | 8      | 1           | 0          |
| S. Villa      | 6                | 2                | 0                | 0                | 2                  | 0                  | 0                  | 0                  | 2               | 0               | 0               | 0               | 10       | 2      | 0           | 0          |
| M. Weigandt   | 10               | 1                | 2                | 0                | 2                  | 0                  | 1                  | 0                  | 1               | 0               | 0               | 0               | 13       | 1      | 3           | 0          |
| C. Zambrano   | 5                | 1                | 0                | 0                | 0                  | 0                  | 0                  | 0                  | 2               | 0               | 1               | 0               | 7        | 1      | 1           | 0          |
| E. Zeballos   | 8                | 1                | 0                | 0                | 0                  | 0                  | 0                  | 0                  | 0               | 0               | 0               | 0               | 8        | 1      | 0           | 0          |